# Mistrovství Evropy juniorů v ledním hokeji 1992
Mistrovství Evropy juniorů v ledním hokeji 1992 byl 25. ročník této soutěže. Turnaj hostila od 5. do 12. dubna norská města Lillehammer a Hamar. Hráli na něm hokejisté narození v roce 1974 a mladší.
Mužstvo SSSR bylo v elitní skupine nahrazeno Ruskem, ostatní postsovětské týmy byly zařazeny do C skupiny pro rok 1993.

## Výsledky

### Základní skupiny
| Poř. | Tým       | TCH | SWE | GER | SUI | Z | V | R | P | Skóre | B |
| 1.   | ČSFR      | —   | 5:3 | 5:2 | 8:4 | 3 | 3 | 0 | 0 | 18:9  | 6 |
| 2.   | Švédsko   | 3:5 | —   | 2:2 | 6:2 | 3 | 1 | 1 | 1 | 11:9  | 3 |
| 3.   | Německo   | 2:5 | 2:2 | —   | 3:3 | 3 | 0 | 2 | 1 | 7:10  | 2 |
| 4.   | Švýcarsko | 4:8 | 2:6 | 3:3 | —   | 3 | 0 | 1 | 2 | 9:17  | 1 |

| Poř. | Tým    | RUS  | FIN  | POL  | NOR | Z | V | R | P | Skóre | B |
| 1.   | Rusko  | —    | 3:2  | 10:0 | 8:2 | 3 | 3 | 0 | 0 | 21:4  | 6 |
| 2.   | Finsko | 2:3  | —    | 17:0 | 7:2 | 3 | 2 | 0 | 1 | 26:5  | 4 |
| 3.   | Polsko | 0:10 | 0:17 | —    | 5:3 | 3 | 0 | 1 | 2 | 5:30  | 1 |
| 4.   | Norsko | 2:8  | 2:7  | 3:5  | —   | 3 | 0 | 0 | 3 | 7:20  | 0 |

### Finálová skupina
Vzájemné výsledky ze základních skupin se započetly postupujícím i do finálové. Umístění v této skupině bylo konečným výsledkem mužstev na turnaji
| Poř. | Tým     | TCH   | SWE   | RUS    | FIN    | GER   | POL    | Z | V | R | P | Skóre | B  |
| 1.   | ČSFR    | —     | (5:3) | 2:0    | 5:3    | (5:2) | 15:1   | 5 | 5 | 0 | 0 | 32:9  | 10 |
| 2.   | Švédsko | (3:5) | —     | 3:1    | 1:1    | (2:2) | 6:1    | 5 | 2 | 2 | 1 | 15:10 | 6  |
| 3.   | Rusko   | 0:2   | 1:3   | —      | (3:2)  | 6:2   | (10:0) | 5 | 3 | 0 | 2 | 20:9  | 6  |
| 4.   | Finsko  | 3:5   | 1:1   | (2:3)  | —      | 8:0   | (17:0) | 5 | 2 | 1 | 2 | 31:9  | 5  |
| 5.   | Německo | (2:5) | (2:2) | 2:6    | 0:8    | —     | 7:4    | 5 | 1 | 1 | 3 | 13:25 | 3  |
| 6.   | Polsko  | 1:15  | 1:6   | (0:10) | (0:17) | 4:7   | —      | 5 | 0 | 0 | 5 | 6:55  | 0  |

### O 7. místo
Norsko -  Švýcarsko 2:1 na zápasy (4:5, 4:3, 4:1)
 Švýcarsko sestoupilo z elitní skupiny.

## Turnajová ocenění
|                            | Brankář      | Obránce       | Obránce       | Útočníci         | Útočníci      | Útočníci      |
| -------------------------- | ------------ | ------------- | ------------- | ---------------- | ------------- | ------------- |
| Ceny direktoriátu IIHF     | Marc Seliger | Sergej Gončar | Sergej Gončar | David Výborný    | David Výborný | David Výborný |
| All-Star Tým (podle médií) | Marc Seliger | Roman Hamrlík | Sergej Gončar | Vadim Šarifjanov | Patryk Pysz   | David Výborný |

### Produktivita
|                  | G | A | B  |
| ---------------- | - | - | -- |
| David Výborný    | 6 | 8 | 14 |
| Pavol Demitra    | 4 | 8 | 12 |
| Kalle Kaskinen   | 7 | 3 | 10 |
| Marián Kacíř     | 6 | 4 | 10 |
| Vadim Šarifjanov | 8 | 1 | 9  |

## Mistři Evropy - ČSFR
Brankáři: Jaroslav Miklenda, Robert Slávik

Obránci: Roman Hamrlík, Radek Hamr, Pavel Kowalczyk, Pavel Rajnoha, Libor Procházka, Radoslav Hecl, Pavel Zubíček, Robert Hodoň

Útočníci: David Výborný, Pavol Demitra, Tomáš Vlasák, Jozef Čierny, Marián Kacíř, Libor Polášek, Jan Lipianský, Patrik Krišák, Marek Tatár, Tomáš Bartoška, Ondřej Steiner, Martin Sychra, Dušan Huml.

## Nižší skupiny

### B skupina
Šampionát B skupiny se odehrál ve Francii ve městech Pralognan-la-Vanoise, Méribel a Courchevel, postup na mistrovství Evropy juniorů 1993 si vybojovali Italové, naopak sestoupili Jugoslávci (ti se představili v rámci mistrovství v tehdejším státním uskupením naposledy, o jejich účastnické místo ve skupině C se další rok v kvalifikaci utkali Slovinci s Chorvaty, Jugoslávci začali opět hrát v rámci MEJ až v roce 1995, kdy byli zařazeni do skupiny C2).
1.  Itálie

2.  Dánsko

3.  Rakousko

4.  Rumunsko

5.  Francie

6.  Španělsko

7.  Velká Británie

8.  Jugoslávie

### C skupina
Šampionát C skupiny se odehrál v Eindhovenu v Nizozemí, vyhráli jej Maďaři.
1.  Maďarsko

2.  Nizozemí

3.  Bulharsko

4.  Belgie